# Arcangelo Tadini
Arcangelo Tadini (12. října 1846, Verolanuova – 20. května 1912, Botticino) byl italský římskokatolický kněz, zakladatel kongregace Dělnických sester Svaté chýše v Nazaretu. Katolická církev jej uctívá jako světce.

## Život
Narodil se dne 12. října 1846 v obci Verolanuova jako poslední ze čtyř dětí šlechticům Pietru Tadinimu a Antonii Gadolovi. Měl také sedm nevlastních sourozenců otcova předchozího manželství s Giulií Gadolou (sestrou jeho matky). Pokřtěn byl v kostele ve svém rodném městě 18. října 1846. Jeho otec se narodil v Brescii 15. února 1790 a svou první manželku Giulii Gadolu, narozenou 28. září 1801 si vzal 6. července 1819. Po ovdovění se dne 10. července 1838 oženil s jeho matkou, narozenou roku 1806. Jeho otec pak zemřel dne 1. ledna 1860, matka 23. prosince 1880.
Když mu byly dva roky, trpěl vážnou nemocí, kterou málem nepřežil. Do svých deseti let navštěvoval školu ve svém rodném městě a od roku 1855 navštěvoval jinou školu, kam docházeli také jeho bratři Alessandro a Giulio. Roku 1864 zahájil své přípravy na kněžské povolání studiem filosofie a teologie v Brescii. Na své budoucí kněžství se připravoval spolu se svými bratry Alessandrem a Giuliem, kdy Alessandro se knězem nestal, neboť byl ze studií vyloučen kvůli svému politickému přesvědčení. Poté, co se zúčastnil primice svého bratra Giulia (zemřel 1909) se jeho touha po kněžství prohloubila. Během studií utrpěl zlomeninu kolene a díky nedostatečné léčbě po zbytek života kulhal.
Kněžské svěcení přijal dne 19. června 1870 z rukou tridentského biskupa Benedetta di Riccabona, jelikož tehdejší biskup z Brescie Girolamo Verzieri se v Římě účastnil I. vatikánského koncilu. Svou primiční mši svatou sloužil dne 26. června 1870 ve svém rodném městě. V letech 1870–1871 kvůli nemoci se musel zotavovat a žít u příbuzných a nemohl se věnovat pastoraci. Poté se stal kurátem v obci Lodrino v údolí Val Trompia, kde také vyučoval děti. Od 29. června 1871 do 27. května 1873 byl kurátem při svatyni Santa Maria della Noce v Brescii. Zde byl známý pro svou pozornost k materiálním i duchovním potřebám svých farníků a péči o uprchlíky. Organizoval zde vývařovnu pro lidi, kteří kvůli záplavám skončili bez domova. Roku 1885 byl ustanoven kurátem v obci Botticino, kam dorazil 29. listopadu téhož roku. Vypomáhal zde nemocnému faráři a po jeho smrti dne 26. listopadu 1886 se roku 1887 stal jeho nástupcem v pozici zdejšího faráře. Tento úřad zastával po zbytek svého života a později obdržel čestný titul arcikněz.
Věnoval se zde horlivě pastoraci i vlastním iniciativám. Roku 1893 založil dělnický spolek vzájemné pomoci, který byl formou sociálního pojištění pro zdravotně a věkově znevýhodněné. Roku 1898 zbudoval přádelnu, která zaměstnávala ženy. Roku 1900 založil ženskou řeholní kongregaci Dělnických sester Svaté chýše v Nazaretu, jejíž členky mají poslání pomáhat ženám, působícím jako dělnice v továrnách, které byly brány jako spodina, a také je vzdělávat. Ve své farnosti povolil působení III. řádu svatého Františka. Velmi uvítal encykliku papeže Lva XIII. Rerum novarum, která se věnovala problematice dělnické třídy.
Jeho kulhání se postupem věku zhoršovalo, díky čemuž musel nejprve užívat hůl jako oporu při chůzi, a později byl upoután na invalidní vozík. Dne 8. května 1912 se jeho zdravotní stav zhoršil a 9. května téhož roku přijal od svého zpovědníka svátost nemocných. Zemřel ve své posteli dne 20. května v 5:00 v Botticinu a následujícího 21. března se konal jeho pohřeb. Jeho ostatky byly dne 11. března 1943 exhumovány. Dne 24. května 1999 proběhla další exhumace jeho ostatků, naposledy pak byly exhumovány dne 29. října 2009. Jsou uloženy v bazilice Santa Maria Assunta v Botticinu.

## Úcta
Jeho beatifikační proces započal dne 13. ledna 1960, čímž obdržel titul služebník Boží. Dne 21. prosince 1998 jej papež sv. Jan Pavel II. podepsáním dekretu o jejích hrdinských ctnostech prohlásil za ctihodnou. Dne 28. června 1999 byl uznán první zázrak na jeho přímluvu, potřebný pro jeho blahořečení.
Blahořečen pak byl dne 3. října 1999 na Svatopetrském náměstí papežem sv. Janem Pavlem II. Dne 21. února 2009 byl uznán druhý zázrak na jeho přímluvu, potřebný pro jeho svatořečení. Svatořečen pak byl dne 26. dubna 2009 na Svatopetrském náměstí papežem Benediktem XVI.
Jeho památka je připomínána 20. května. Bývá zobrazován v kněžském oděvu. Je patronem jím založené kongregace.